# Передовец
Передовец (бел. Передавец) — посёлок в Неглюбском сельсовете Ветковского района Гомельской области Белоруссии.

## География

### Расположение
В 37 км на северо-восток от Ветки, 61 км от Гомеля.

## Транспортная сеть
Транспортные связи по просёлочной, затем автомобильной дороге Светиловичи — Гомель. Планировка состоит из почти прямолинейной улицы, близкой к меридиональной ориентации, застроенной деревянными домами усадебного типа.

## История
Основан в 1920-х годах переселенцами из соседних деревень на бывших помещичьих землях. В 1931 году жители вступили в колхоз. Во время Великой Отечественной войны 8 жителей погибли на фронте. В 1959 году в составе совхоза «Дружба» (центр — деревня Неглюбка).

## Население

### Численность
- 2004 год — 28 хозяйств, 49 жителей.

### Динамика
- 1940 год — 63 двора, 194 жителя.
- 1959 год — 216 жителей (согласно переписи).
- 2004 год — 28 хозяйств, 49 жителей.